# Madrugada
Madrugada este o formație norvegiană de rock, formată în orașul Stokmarknes, în anul 1995. Membrii formației erau Frode Jacobsen (bas), Sivert Høyem (voce) și Robert Burås (chitară). După decesul lui Burås pe 21 ianuarie 2007, Høyem și Jacobsen au decis să înregistreze un ultim album. Acesta a fost lansat pe 21 ianuarie 2008, purtând numele Madrugada.
După lansarea albumului, formația a anunțat că se vor despărți după ce vor mai susține un ultim turneu.
Ultimul lor concert a avut loc pe 15 noiembrie 2008 în Oslo, Norvegia.

## Istoria
Madrugada a fost înființată în orașul Stokmarknes în 1995 și îi avea ca membri pe Frode Jacobsen (bas), Sivert Høyem (voce) și Robert Burås (chitară).
Simen Vengen a intrat în trupă la scurtă vreme și l-a adus cu el și pe Jon Lauvland Petterson. Petterson a părăsit trupa în 2002, după lansarea celui de-al doilea album și în prezent cântă alături de fomația Milestone Refinery.
Simen Vangen a anunțat că părăsește trupa în 2005, spunând că vrea să se dedice mai multor proiecte jazz, de care îi era imposibil să se ocupă câtă vreme făcea parte și din Madrugada. Totuși, a păstrat legătura cu foștii săi colegi de formație și a avut o serie de colaborări cu Sivert Høyem pe primul album solo al acestuia, Ladies and Gentlemen of the Opposition.
Madrugada au terminat înregistrările pentru cel de-al 4-lea album The Deep End la sfârșitul lui 2004 și l-au lansat pe 28 februarie 2005 în Norvegia, pe 31 martie în Europa și pe 11 aprilie în SUA.
Pe 14 decembrie 2005, Madrugada lansează primul album live: Live at Tralfamadore. Tralfmadore reprezintă ficționala planetă casă a extratereștrilor din mai multe nuvele ale autorului de origine americană Kurt Vonnegut. Până la sfârșitul lui 2005, la mai puțin de o lună după lansare, a devenit cel mai bine vândut album din acel an în Norvegia. Anul a fost încheiat de Madrugada cu câștigarea a 3 premii în cadrul anualei Spellemannprisen, echivalentul norvegian al premiilor Grammy. Au câștigat premii la categoriile “Cel mai bun album rock”, “Cel mai bun cântec” și “Cel mai bun Spellemann al anului”.
După aceea, mebrii formației au început să se dedice propriilor proiecte. Sivert Høyem și-a lansat cel de-al doilea album solo, intitulat Exiles și lansat în 2006. Robert Burås și formația sa, My Midnight Creeps au lansat cel de-al doilea album Hitamin în Martie 2007.
La 12 iulie 2007, chitaristul Robert Burås a fost găsit mort de către un prieten, în apartamanetul său din Oslo. Avea 31 de ani.
Un nou album, intitulat “Madrugada”, a fost lansat pe 21 ianuarie 2008, după lansarea piesei “Look Away Lucifer” pe 10 decembrie 2007. Toate melodiile de pe album au fost înregistrate înaintea morții chitaristului Robert Burås. După decesul acestuia, Madrugada au continuat să înregistreze piese în cinstea lui. În primăvara lui 2008, formația a pornit într-un turneu prin Europa și Norvegia, interpretând piese de pe albumul “Madrugada”, precum și de pe albumele anterioare.
La sfârșitul lunii octombrie 2008, au pornit în turneul de rămas-bun. Cel de-al 11-lea concert și ultimul din cariera formației, a fost susținut la arena Oslo Spektrum, din Oslo, pe 15 noiembrie 2009. Toate biletele puse în vânzare au fost epuizate.

## Etimologie
Termenul “madrugada” provine din limbile spaniolă și portugheză și înseamnă „răsărit”, sau mai exact, perioada aceea gri-albăstruie, înainte de răsăritul soarelui.

## Discografie
- Albume
  - Industrial Silence (1999) {Există o versiune limitată, cu 3 piese bonus}
  - The Nightly Disease (2001) {Există o versiune limitată, cu 1 CD bonus: The Nightly Disease Vol. II}
  - Grit (2002)
  - The Deep End (2005)
  - Live at Tralfamadore (2005)
  - Madrugada (2008) [4]

- EP-uri
  - Madrugada EP (1998)
  - New Depression EP (1999)
  - Electric (2000)
  - Higher EP (2000)
  - Hands Up - I Love You (2001)
  - A Deadend Mind (2001)
  - Ready (2002)

- Single-uri
  - "Beautyproof" (2000)
  - "Majesty" (2003)
  - "The Kids are on High Street" (2005)
  - "Lift Me" [Feat. Ane Brun] (2005)
  - "Look Away Lucifer" (2008)
  - "What's On Your Mind?" (2008)